# レッド・リバー・ショウダウン

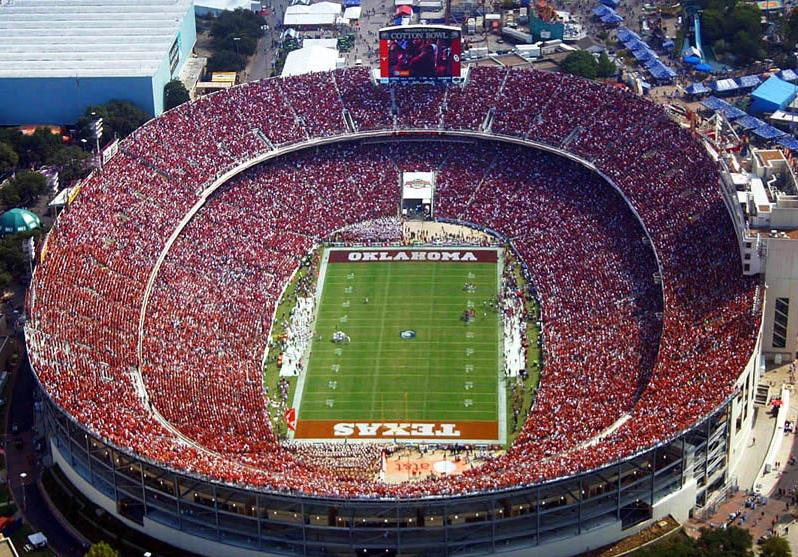
2010年、レッド・リバー・ショウダウン開催中のコットン・ボウル

オクラホマ・テキサス・フットボール・ライバルリー（Oklahoma–Texas football rivalry）は、アメリカ合衆国のオクラホマ大学とテキサス大学オースティン校の州境を越えたカレッジフットボールのライバル同士の対戦。1900年に初めて対戦し、1929年に中断するまで毎年開催され、2022年時点で計118試合開催された。この対戦は一般的に「レッド・リバー・シュートアウト」、「レッド・リバー・ライバルリー」、「レッド・リバー・ショウダウン」と呼ばれる。テキサス州とオクラホマ州の州境の大部分に流れるレッド川に因んで名付けられた。
1934年以降、2018年を例外として通常10月第2土曜日に試合が行なわれる。1932年から、テキサス州ダラスのフェア・パークにあるコットン・ボウルで開催されている。勝者は、以前は青銅だったが近年は金色のテンガロンハットである「ゴールデン・ハット」を授与される。トロフィは翌年まで勝者の大学の運動部で保管される。

## 歴史
1900年、オクラホマ州がまだオクラホマ準州であった頃に初試合が行なわれた。当初「レッド・リバー・シュートアウト」と呼ばれていた。2005年の100試合目、銃撃を想起させる「シュートアウト」を「ライバルリー」に置き換え、SBCコミュニケーションズがスポンサーとなったため公式に「SBCレッド・リバー・ライバルリー」に改名した。翌年、SBCがAT&Tコーポレーションと合併したため「AT&Tレッド・リバー・ライバルリー」に改名した。2014年、「AT&Tレッド・リバー・ショウダウン」に改名した。レッド・リバー・シュートアウトやレッド・リバー・ショウダウンはフットボール以外のスポーツでも両校の試合に使用されている。ビッグ12カンファレンスの再編とその後の混乱の間、テキサス大学の運動局長のデロス・ドッズはテキサスA&M大学との試合後のインタビューで、ライバルはオクラホマ大学であることを明確にした。
1936年にAP通信によるカレッジフットボール・ランキングが開始して以降、少なくともどちらかがランクインした試合は70回あり、近年19回はどちらもランクインしていたが、2022年にはどちらもランクインしなかった。63–50–5 (.555)でテキサス大学の勝ち数の方が多い。2005年、『ダラス・モーニング・ニュース』紙はディヴィジョン1Aのフットボールのコーチ119名にカレッジフットボールの主なライバル校について尋ねた。レッド・リバー・ライバルリーはミシガン大学とオハイオ州立大学、陸軍士官学校と海軍兵学校に続き、3番目となった。

## 年表

### 1900年–1960年

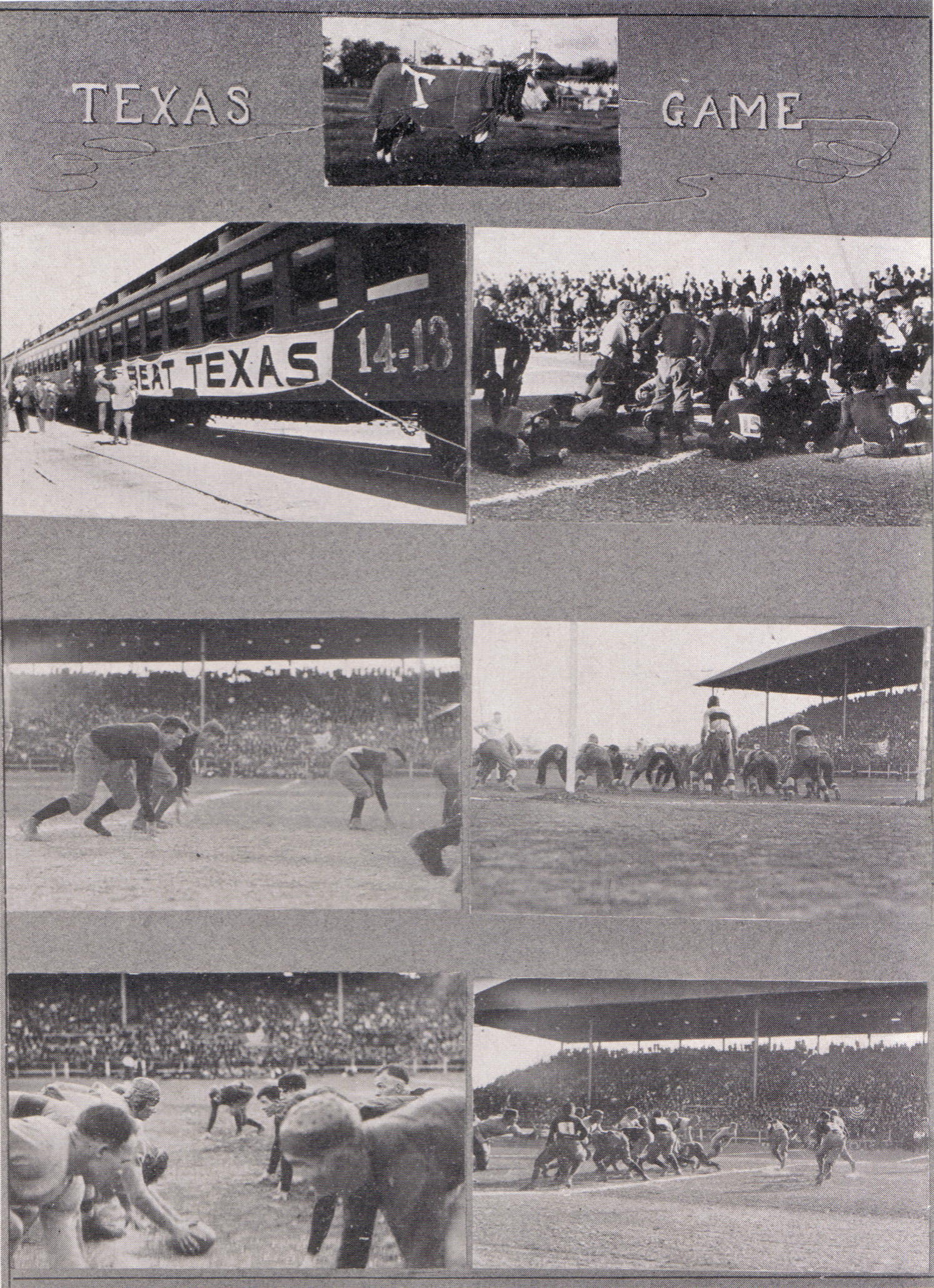
1916年のオクラホマ大学イヤーブックに掲載された1915年の試合

1900年、オクラホマ大学対テキサス大学のフットボールの試合が初めて開催された。どちらのチームもまだチーム名を持っておらず、テキサス大学のチームは「ヴァ―シティ」と呼ばれていた。    「オースティン・アメリカン・ステイツマン」紙には「練習試合」と記されていた。
1950年の対戦の試合終了間際、オクラホマ大学のビリー・ヴェッセルズは11ヤードのランで得点し、テキサス州出身オクラホマ大学のジム・ウェザーオールがトライで得点し、14対13でオクラホマが勝利した。
1958年、1点差でテキサスが勝利し、1950年代のオクラホマの連勝を破った。テキサス大学のヘッドコーチのダレル・ロイヤルが10年前にオクラホマ大学のクォーターバックであったことが注目された。ロイヤルは大学時代のコーチで指導者であったバッド・ウィルキンソンを破ったのである。1963年にウィルキンソンが引退するまで、次の5年間オクラホマ大学が連敗した。

### 1960年–1995年
1963年、ランキング1位のオクラホマ大学と2位のテキサス大学が対戦し、AP通信のランキング史上1位と2位が対戦するのは7回目であった。テキサス大学が勝利してランキング1位を奪取し、シーズン終了まで保持し、全米選手権にて初勝利した。
1972年、オクラホマ大学はテキサス大学の練習風景を偵察し、テキサス大学が秘密裏に練習していたクイックキックを阻止して勝利した。
1976年、オクラホマ大学による偵察をテキサス大学のコーチであるダレル・ロイヤルの主張により影を落とした。のちにこの主張はオクラホマ大学のコーチであるバリー・スウィッツァーの書籍『Bootlegger's Boy』で確認された。ロイヤルと、ヘッドコーチになってから3連勝だったスウィッツァーの関係は深刻な確執となっていた。1976年の試合は当時大統領であったジェラルド・R・フォードが観戦し、試合前に両コーチと対面した。スウィッツァーとロイヤルはフォードとは挨拶したが、コーチ同士は会話しなかった。ロイヤルにとって最後のレッド・リバー・シュートアウトとなったこの試合は6対6の引き分けとなった。
1977年の試合前半で、テキサス大学は先発も控えもクォーターバックを失った。のちにハイズマン賞を受賞するアール・キャンベルの力走、強力なディフェンス、三番手クォーターバックのランディ・マッキーチャンの意外な冷静さにより、13対6でテキサス大学が勝利した。
1984年の試合は雨の中、ランキング1位のテキサス大学と3位のオクラホマ大学が対戦した。オクラホマ大学のコーチのバリー・スウィッツァーは試合中「"Beat Texas"」(打倒テキサス)と書かれた野球帽を被っていた。この試合には、のちのテキサス大学のヘッドコーチとなるマック・ブラウンがオクラホマ大学のオフェンシヴ・コーディネーターとして参加していた。前半、10対0でテキサス大学が勝っていたが、試合終了間際でオクラホマ大学が15対12に逆転した。3点差となる残り10秒、テキサス大学はフィールドゴール圏内にいたが、エンドゾーンでタッチダウンを狙うことにした。テキサス大学のクォーターバックでのちの北テキサス大学のヘッドコーチとなるトッド・ドッジはエンドゾーンでオクラホマ大学のキース・スタンベリーにインターセプトされたかに見えたが、インコンプリートと判定された。テキサス大学のジェフ・ウォードがフィールドゴールに成功し、15対15の引き分けとなった。

### 2005年–2009年

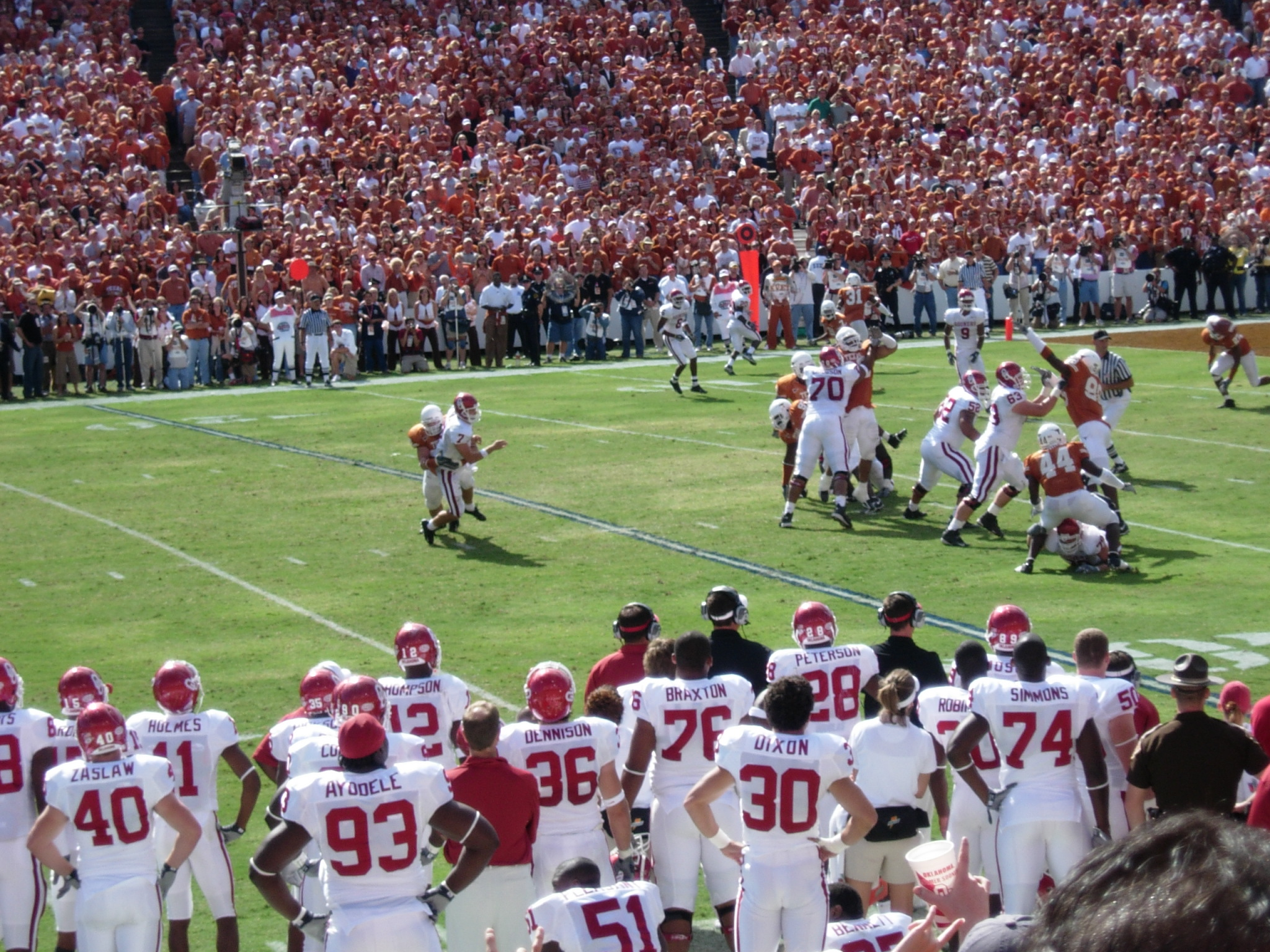
2005年、テキサス大学のブライアン・ロビンソンがオクラホマ大学のレット・ボマーをサック

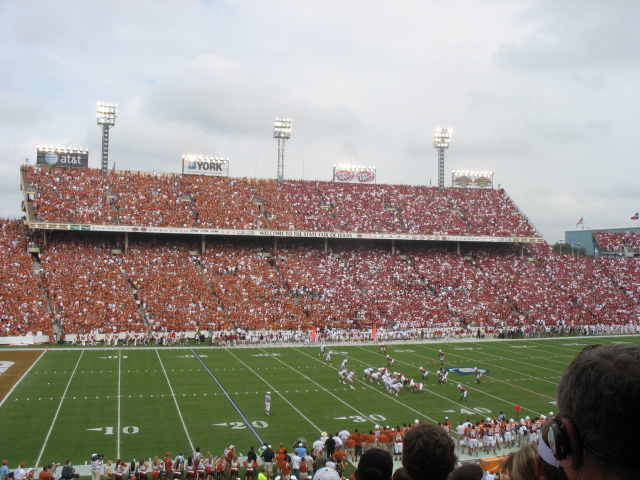
2007年

### 近年

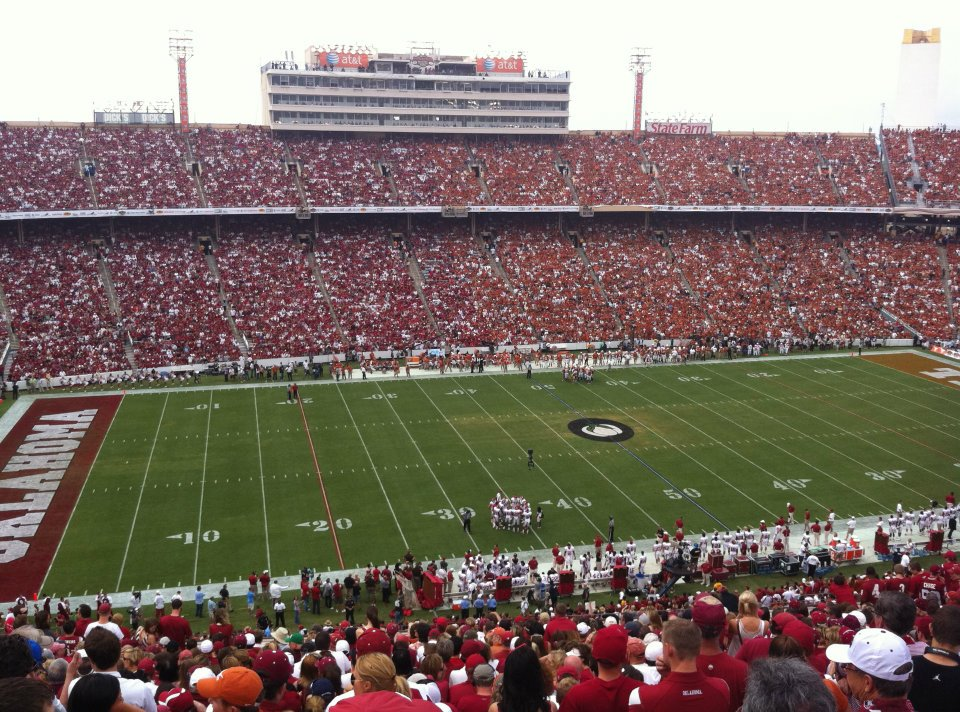
2012年

## 会場

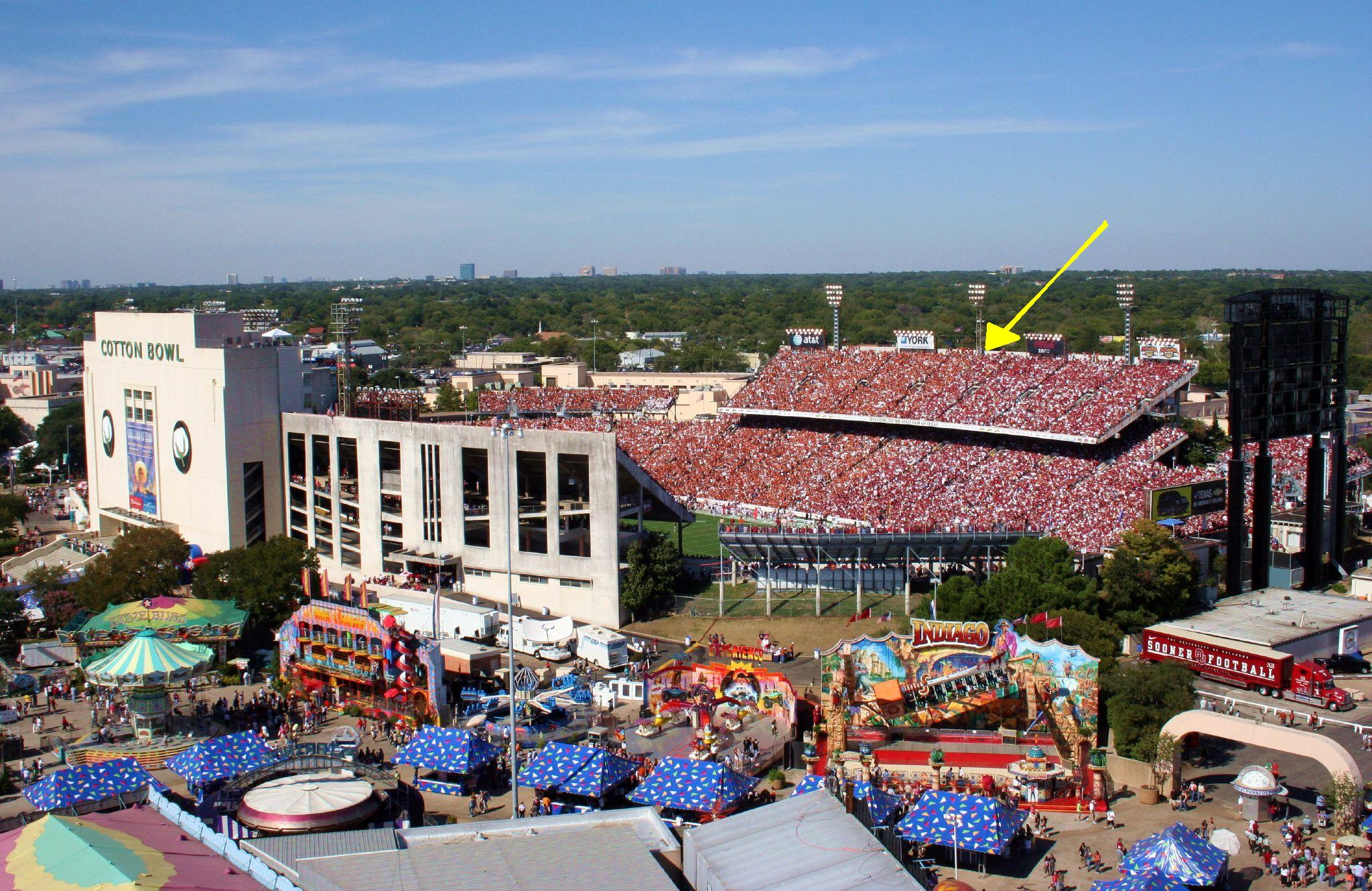
2006年のレッド・リバー・ライバルリー。黄色の矢印が観客席を指している。

これまでオクラホマ州のノーマンおよびオクラホマシティ、テキサス州のアーリントン、オースティン、ダラス、ヒューストンの6カ所で試合が行なわれている。1900年に初試合が行なわれ、1913年にヒューストン、1922年にノーマン、1923年にオースティンで対戦した以外は1912年以降基本的にダラスで試合が行なわれている。テキサス大学のあるオースティンとオクラホマ大学のあるノーマンのほぼ中間地点であることからダラスが選ばれた。
1932年以降、ダラスのフェア・パークでステート・フェア・オブ・テキサス開催中に敷地内にあるコットン・ボウルで試合が行なわれる。偶数年はオクラホマ州、奇数年はテキサス州とホームチームが交代する。チケット数は両校で半々に分けられ、中央の50ヤードの線で区切られる。伝統的にオクラホマの客席は選手の出入口のある南側となっていた。2007年からはホームチームが南側を占拠する権利を持つようになった。しかしテキサスはホームチームの年でも南側を占拠することを拒否している。テキサスの元コーチであるチャーリー・ストロングは、テキサスの観客は南側の席を望んでいると語った。
2014年6月10日、ダラス市は2025年までフェア・パークで試合を開催することを発表した。

## 試合結果
AP通信のランキングが試合前に発表される。
| オクラホマの勝利 | テキサスの勝利 | 引き分け |

| No. | 開催日         | 会場             | 勝者              | 勝者 | 敗者              | 敗者 |
| --- | -------------- | ---------------- | ----------------- | ---- | ----------------- | ---- |
| 1   | 1900年10月10日 | オースティン     | テキサス          | 28   | オクラホマ        | 2    |
| 2   | 1901年10月19日 | オースティン     | テキサス          | 12   | オクラホマ        | 6    |
| 3   | 1901年11月25日 | ノーマン         | テキサス          | 11   | オクラホマ        | 0    |
| 4   | 1902年10月8日  | オースティン     | テキサス          | 22   | オクラホマ        | 6    |
| 5   | 1903年10月17日 | オースティン     | オクラホマ        | 6    | テキサス          | 6    |
| 6   | 1903年11月13日 | オクラホマシティ | テキサス          | 11   | オクラホマ        | 5    |
| 7   | 1904年11月13日 | オースティン     | テキサス          | 40   | オクラホマ        | 10   |
| 8   | 1905年11月3日  | オクラホマシティ | オクラホマ        | 2    | テキサス          | 0    |
| 9   | 1906年11月2日  | オクラホマシティ | テキサス          | 10   | オクラホマ        | 9    |
| 10  | 1907年11月15日 | オースティン     | テキサス          | 29   | オクラホマ        | 10   |
| 11  | 1908年11月13日 | ノーマン         | オクラホマ        | 50   | テキサス          | 0    |
| 12  | 1909年11月19日 | オースティン     | テキサス          | 30   | オクラホマ        | 0    |
| 13  | 1910年11月24日 | オースティン     | オクラホマ        | 3    | テキサス          | 0    |
| 14  | 1911年11月25日 | オースティン     | オクラホマ        | 6    | テキサス          | 3    |
| 15  | 1912年10月19日 | ダラス           | オクラホマ        | 21   | テキサス          | 6    |
| 16  | 1913年11月10日 | ヒューストン     | テキサス          | 14   | オクラホマ        | 6    |
| 17  | 1914年10月24日 | ダラス           | テキサス          | 32   | オクラホマ        | 7    |
| 18  | 1915年10月23日 | ダラス           | オクラホマ        | 14   | テキサス          | 13   |
| 19  | 1916年10月21日 | ダラス           | テキサス          | 21   | オクラホマ        | 7    |
| 20  | 1917年10月20日 | ダラス           | オクラホマ        | 14   | テキサス          | 0    |
| 21  | 1919年10月18日 | ダラス           | オクラホマ        | 12   | テキサス          | 7    |
| 22  | 1922年11月18日 | ノーマン         | テキサス          | 32   | オクラホマ        | 7    |
| 23  | 1923年11月17日 | オースティン     | テキサス          | 26   | オクラホマ        | 14   |
| 24  | 1929年10月19日 | ダラス           | テキサス          | 21   | オクラホマ        | 0    |
| 25  | 1930年10月18日 | ダラス           | テキサス          | 17   | オクラホマ        | 7    |
| 26  | 1931年10月17日 | ダラス           | テキサス          | 3    | オクラホマ        | 0    |
| 27  | 1932年10月15日 | ダラス           | テキサス          | 17   | オクラホマ        | 10   |
| 28  | 1933年10月14日 | ダラス           | オクラホマ        | 9    | テキサス          | 0    |
| 29  | 1934年10月13日 | ダラス           | テキサス          | 19   | オクラホマ        | 0    |
| 30  | 1935年10月12日 | ダラス           | テキサス          | 12   | オクラホマ        | 7    |
| 31  | 1936年10月10日 | ダラス           | テキサス          | 6    | オクラホマ        | 0    |
| 32  | 1937年10月9日  | ダラス           | オクラホマ        | 7    | テキサス          | 7    |
| 33  | 1938年10月8日  | ダラス           | No. 14 オクラホマ | 13   | テキサス          | 0    |
| 34  | 1939年10月14日 | ダラス           | No. 3 オクラホマ  | 24   | テキサス          | 12   |
| 35  | 1940年10月12日 | ダラス           | テキサス          | 19   | オクラホマ        | 16   |
| 36  | 1941年10月11日 | ダラス           | テキサス          | 40   | オクラホマ        | 7    |
| 37  | 1942年10月10日 | ダラス           | テキサス          | 7    | オクラホマ        | 0    |
| 38  | 1943年10月9日  | ダラス           | テキサス          | 13   | オクラホマ        | 7    |
| 39  | 1944年10月14日 | ダラス           | テキサス          | 20   | オクラホマ        | 0    |
| 40  | 1945年10月13日 | ダラス           | No. 10 テキサス   | 12   | オクラホマ        | 7    |
| 41  | 1946年10月12日 | ダラス           | No. 1 テキサス    | 20   | オクラホマ        | 13   |
| 42  | 1947年10月11日 | ダラス           | No. 3 テキサス    | 34   | No. 15 オクラホマ | 14   |
| 43  | 1948年10月9日  | ダラス           | No. 16 オクラホマ | 20   | テキサス          | 14   |
| 44  | 1949年10月8日  | ダラス           | No. 3 オクラホマ  | 20   | No. 12 テキサス   | 14   |
| 45  | 1950年10月14日 | ダラス           | No. 3 オクラホマ  | 14   | No. 4 テキサス    | 13   |
| 46  | 1951年10月13日 | ダラス           | No. 6 テキサス    | 9    | No. 11 オクラホマ | 7    |
| 47  | 1952年10月11日 | ダラス           | No. 12 オクラホマ | 49   | テキサス          | 20   |
| 48  | 1953年10月10日 | ダラス           | No. 16 オクラホマ | 19   | No. 15 テキサス   | 14   |
| 49  | 1954年10月9日  | ダラス           | No. 1 オクラホマ  | 14   | No. 15 テキサス   | 7    |
| 50  | 1955年10月8日  | ダラス           | No. 3 オクラホマ  | 20   | テキサス          | 0    |
| 51  | 1956年10月13日 | ダラス           | No. 1 オクラホマ  | 45   | テキサス          | 0    |
| 52  | 1957年10月12日 | ダラス           | No. 1 オクラホマ  | 21   | テキサス          | 7    |
| 53  | 1958年10月11日 | ダラス           | No. 16 テキサス   | 15   | No. 2 オクラホマ  | 14   |
| 54  | 1959年10月10日 | ダラス           | No. 4 テキサス    | 19   | No. 13 オクラホマ | 12   |
| 55  | 1960年10月8日  | ダラス           | No. 15 テキサス   | 24   | オクラホマ        | 0    |
| 56  | 1961年10月14日 | ダラス           | No. 4 テキサス    | 28   | オクラホマ        | 7    |
| 57  | 1962年10月13日 | ダラス           | No. 2 テキサス    | 9    | オクラホマ        | 6    |
| 58  | 1963年10月12日 | ダラス           | No. 2 テキサス    | 28   | No. 1 オクラホマ  | 7    |
| 59  | 1964年10月10日 | ダラス           | No. 1 テキサス    | 28   | オクラホマ        | 7    |
| 60  | 1965年10月9日  | ダラス           | No. 1 テキサス    | 19   | オクラホマ        | 0    |
| 61  | 1966年10月8日  | ダラス           | オクラホマ        | 18   | テキサス          | 9    |

| 62                    | 1967年10月14日 | ダラス       | テキサス          | 9  | オクラホマ        | 7      |
| 63                    | 1968年10月12日 | ダラス       | テキサス          | 26 | オクラホマ        | 20     |
| 64                    | 1969年10月11日 | ダラス       | No. 2 テキサス    | 27 | No. 8 オクラホマ  | 17     |
| 65                    | 1970年10月10日 | ダラス       | No. 2 テキサス    | 41 | オクラホマ        | 9      |
| 66                    | 1971年10月9日  | ダラス       | No. 4 オクラホマ  | 48 | No. 3 テキサス    | 27     |
| 67                    | 1972年10月14日 | ダラス       | No. 2 オクラホマ  | 27 | No. 10 テキサス   | 0      |
| 68                    | 1973年10月13日 | ダラス       | No. 6 オクラホマ  | 52 | No. 13 テキサス   | 13     |
| 69                    | 1974年10月12日 | ダラス       | No. 2 オクラホマ  | 16 | No. 17 テキサス   | 13     |
| 70                    | 1975年10月11日 | ダラス       | No. 2 オクラホマ  | 24 | No. 5 テキサス    | 17     |
| 71                    | 1976年10月9日  | ダラス       | No. 3 オクラホマ  | 6  | No. 16 テキサス   | 6      |
| 72                    | 1977年10月8日  | ダラス       | No. 5 テキサス    | 13 | No. 2 オクラホマ  | 6      |
| 73                    | 1978年10月7日  | ダラス       | No. 1 オクラホマ  | 31 | No. 6 テキサス    | 10     |
| 74                    | 1979年10月13日 | ダラス       | No. 4 テキサス    | 16 | No. 3 オクラホマ  | 7      |
| 75                    | 1980年10月11日 | ダラス       | No. 3 テキサス    | 20 | No. 12 オクラホマ | 13     |
| 76                    | 1981年10月10日 | ダラス       | No. 3 テキサス    | 34 | No. 10 オクラホマ | 14     |
| 77                    | 1982年10月9日  | ダラス       | オクラホマ        | 28 | No. 13 テキサス   | 22     |
| 78                    | 1983年10月8日  | ダラス       | No. 2 テキサス    | 28 | No. 8 オクラホマ  | 16     |
| 79                    | 1984年10月13日 | ダラス       | No. 2 オクラホマ  | 15 | No. 1 テキサス    | 15     |
| 80                    | 1985年10月12日 | ダラス       | No. 2 オクラホマ  | 14 | No. 7 テキサス    | 7      |
| 81                    | 1986年10月11日 | ダラス       | No. 6 オクラホマ  | 47 | テキサス          | 12     |
| 82                    | 1987年10月10日 | ダラス       | No. 1 オクラホマ  | 44 | テキサス          | 9      |
| 83                    | 1988年10月8日  | ダラス       | No. 10 オクラホマ | 28 | テキサス          | 13     |
| 84                    | 1989年10月14日 | ダラス       | テキサス          | 28 | No. 15 オクラホマ | 24     |
| 85                    | 1990年10月13日 | ダラス       | テキサス          | 14 | No. 4 オクラホマ  | 13     |
| 86                    | 1991年10月12日 | ダラス       | テキサス          | 10 | No. 6 オクラホマ  | 7      |
| 87                    | 1992年10月10日 | ダラス       | テキサス          | 34 | No. 16 オクラホマ | 24     |
| 88                    | 1993年10月9日  | ダラス       | No. 10 オクラホマ | 38 | テキサス          | 17     |
| 89                    | 1994年10月8日  | ダラス       | No. 15 テキサス   | 17 | No. 16 オクラホマ | 10     |
| 90                    | 1995年10月14日 | ダラス       | No. 13 オクラホマ | 24 | No. 18 テキサス   | 24     |
| 91                    | 1996年10月12日 | ダラス       | オクラホマ        | 30 | No. 25 テキサス   | 27 OT  |
| 92                    | 1997年10月11日 | ダラス       | テキサス          | 27 | オクラホマ        | 24     |
| 93                    | 1998年10月10日 | ダラス       | テキサス          | 34 | オクラホマ        | 3      |
| 94                    | 1999年10月9日  | ダラス       | No. 23 テキサス   | 38 | オクラホマ        | 28     |
| 95                    | 2000年10月7日  | ダラス       | No. 10 オクラホマ | 63 | No. 11 テキサス   | 14     |
| 96                    | 2011年10月6日  | ダラス       | No. 3 オクラホマ  | 14 | No. 5 テキサス    | 3      |
| 97                    | 2002年10月12日 | ダラス       | No. 2 オクラホマ  | 35 | No. 3 テキサス    | 24     |
| 98                    | 2003年10月11日 | ダラス       | No. 1 オクラホマ  | 65 | No. 11 テキサス   | 13     |
| 99                    | 2004年10月9日  | ダラス       | No. 2 オクラホマ  | 12 | No. 5 テキサス    | 0      |
| 100                   | 2005年10月8日  | ダラス       | No. 2 テキサス    | 45 | オクラホマ        | 12     |
| 101                   | 2006年10月7日  | ダラス       | No. 7 テキサス    | 28 | No. 14 オクラホマ | 10     |
| 102                   | 2007年10月6日  | ダラス       | No. 10 オクラホマ | 28 | No. 19 テキサス   | 21     |
| 103                   | 2008年10月11日 | ダラス       | No. 5 テキサス    | 45 | No. 1 オクラホマ  | 35     |
| 104                   | 2009年10月17日 | ダラス       | No. 3 テキサス    | 16 | No. 20 オクラホマ | 13     |
| 105                   | 2010年10月2日  | ダラス       | No. 8 オクラホマ  | 28 | No. 21 テキサス   | 20     |
| 106                   | 2011年10月8日  | ダラス       | No. 3 オクラホマ  | 55 | No. 11 テキサス   | 17     |
| 107                   | 2012年10月13日 | ダラス       | No. 13 オクラホマ | 63 | No.15 テキサス    | 21     |
| 108                   | 2013年10月12日 | ダラス       | テキサス          | 36 | No. 12 オクラホマ | 20     |
| 109                   | 2014年10月11日 | ダラス       | No. 11 オクラホマ | 31 | テキサス          | 26     |
| 110                   | 2015年10月10日 | ダラス       | テキサス          | 24 | No. 10 オクラホマ | 17     |
| 111                   | 2016年10月8日  | ダラス       | No. 20 オクラホマ | 45 | テキサス          | 40     |
| 112                   | 2017年10月14日 | ダラス       | No. 12 オクラホマ | 29 | テキサス          | 24     |
| 113                   | 2018年10月6日  | ダラス       | No. 19 テキサス   | 48 | No. 7 オクラホマ  | 45     |
| 114                   | 2018年12月1日  | アーリントン | No. 5 オクラホマ  | 39 | No. 14 テキサス   | 27     |
| 115                   | 2019年10月12日 | ダラス       | No. 6 オクラホマ  | 34 | No. 11 テキサス   | 27     |
| 116                   | 2020年10月10日 | ダラス       | オクラホマ        | 53 | No. 22 テキサス   | 45 4OT |
| 117                   | 2021年10月9日  | ダラス       | No. 6 オクラホマ  | 55 | No. 21 テキサス   | 48     |
| 118                   | 2022年10月8日  | ダラス       | テキサス          | 49 | オクラホマ        | 0      |
| 119                   | TBA, 2023      | ダラス       |                   |    |                   |        |
| シリーズ: 引き分け0–0 |                |              |                   |    |                   |        |
| 1.                    |                |              |                   |    |                   |        |

## その他

### 最高集客数
2009年、2010年、2011年の96,009名が史上最高集客数である。
| 順位 | 開催日         | 集客数 | 勝利チーム        | 勝利チーム | 敗北チーム        | 敗北チーム |
| ---- | -------------- | ------ | ----------------- | ---------- | ----------------- | ---------- |
| 1    | 2009年10月17日 | 96,009 | No. 3 テキサス    | 16         | No. 20 オクラホマ | 13         |
| 1    | 2010年10月2日  | 96,009 | No. 8 オクラホマ  | 28         | No. 21 テキサス   | 20         |
| 1    | 2011年10月8日  | 96,009 | No. 3 オクラホマ  | 55         | No. 11 テキサス   | 17         |
| 4    | 2017年10月14日 | 93,552 | No. 12 オクラホマ | 29         | テキサス          | 24         |
| 5    | 2012年10月13日 | 92,500 | No. 10 オクラホマ | 63         | No. 15 テキサス   | 21         |
| 5    | 2013年10月12日 | 92,500 | テキサス          | 36         | No. 12 オクラホマ | 20         |
| 7    | 2018年10月6日  | 92,300 | No. 19 テキサス   | 48         | No. 7 オクラホマ  | 45         |
| 8    | 2008年10月11日 | 92,182 | No. 5 テキサス    | 45         | No. 1 オクラホマ  | 35         |
| 9    | 2016年10月13日 | 92,100 | No. 20 オクラホマ | 45         | テキサス          | 40         |
| 9    | 2019年10月12日 | 92,100 | No. 6 オクラホマ  | 34         | No. 11 テキサス   | 27         |
| 9    | 2022年10月8日  | 92,100 | テキサス          | 49         | オクラホマ        | 0          |

### 開催地
| 州           | 都市             | 回数および開催年 | 脚注   |
| ------------ | ---------------- | --- | ------ |
| オクラホマ州 | ノーマン         | 3 (1901, 1908, 1922) |        |
| オクラホマ州 | オクラホマシティ | 3 (1903, 1905, 1906) |        |
| テキサス州   | ダラス           | 100 (1912, 1914, 1915, 1916, 1917, 1919, 1929, 1930, 1931, 1932, 1933, 1934, 1935, 1936, 1937, 1938, 1939, 1940, 1941, 1942, 1943, 1944, 1945, 1946, 1947, 1948, 1949, 1950, 1951, 1952, 1953, 1954, 1955, 1956, 1957, 1958, 1959, 1960, 1961, 1962, 1963, 1964, 1965, 1966, 1967, 1968, 1969, 1970, 1971, 1972, 1973, 1974, 1975, 1976, 1977, 1978, 1979, 1980, 1981, 1982, 1983, 1984, 1985, 1986, 1987, 1988, 1989, 1990, 1991, 1992, 1993, 1994, 1995, 1996, 1997, 1998, 1999, 2000, 2001, 2002, 2003, 2004, 2005, 2006, 2007, 2008, 2009, 2010, 2011, 2012, 2013, 2014, 2015, 2016, 2017, 2018, 2019, 2020, 2021, 2022) |        |
| テキサス州   | オースティン     | 10 (1900, 1901, 1902, 1903, 1904, 1907, 1909, 1910, 1911, 1923) |        |
| テキサス州   | アーリントン     | 1 (2018) | [ 21 ] |
| テキサス州   | ヒューストン     | 1 (1913) | [ 22 ] |

## トロフィ
優勝者にはゴールデン・ハット、レッド・リバー・ライバルリー・トロフィ、ガヴァナーズ・トロフィの3種類のトロフィが用意されている。1900年、オクラホマ州がまだオクラホマ準州だった時に始まった。2005年に100試合目となり、5連勝していたオクラホマ大学を破ってテキサス大学が勝利し、56–39–5 (.585)でテキサス大学がリードしている。2007年、スポーツ・イラストレイテッドのウェブ版の「観るべき試合20選」の3位に選ばれた。

### ゴールデン・ハット
3つのトロフィのうち最もよく知られており、試合直後にフィールド上で渡される唯一のトロフィである。金色のカウボーイハットで、大きい部分は木でできている。1929年からステート・フェア・オブ・テキサス開催中のダラスで対戦する契約を結んだ。契約期間は10年間であったが、少なくとも75回続いている。フェアは感謝の印に、金色のテンガロンハットのゴールデン・ハット・トロフィを寄付し、両チームがこのために対戦する。初戦はテキサス大学が勝利したが、何度もレッド川を往復している。1941年に制作され、当初はブロンズ色だったため「ブロンズ・ハット」または「ブラス・ハット」として知られていた。1970年代、金色で作り替えられ、その後「ゴールデン・ハット」と呼ばれている。ゴールデン・ハットは勝利チームの運動局が1年間保持する。2018年、両校はレギュラー・シーズンとビッグ12カンファレンス選手権の2回対戦したが、ゴールデン・ハットはレギュラー・シーズンのもののためビッグ12では授与されないこととなった。そのため、2018年のレギュラー・シーズンに48対45でテキサス大学が勝ち、ビッグ12では39対27でオクラホマ大学が勝ったが、トロフィはテキサス大学に留まった。

### レッド・リバー・ライバルリー・トロフィ
2003年以降、レッド・リバー・ライバルリー・トロフィが両校の生徒会の間で交換される。このトロフィはオクラホマ大学の元生徒会長アレックス・イェイフとテキサス大学の元生徒会長ケイティ・キングにより開発された。トロフィには両州のイメージと両校の小さなヘルメットが載っている。

### ガヴァナーズ・トロフィ
両州の州知事同士でガヴァナーズ・トロフィが交換される。負けた州の知事は勝った州の知事に牛肉料理の付け合わせを贈呈し、勝った州の知事は牛肉をチャリティに寄付するなど、両州知事の間でしばしば賭けが行なわれる。

### NROTCトロフィ
両校の海軍予備役将校訓練課程(NROTC)の学生たちが球場周りをランニングでボールを運ぶという伝統がある。それぞれのキャンパスからリレー形式で1つのボールをダラスまで運ぶ。学生たちは練習試合に参加し、本戦の勝敗に関わらず勝った大学の学生はレッド・リバー・シュートアウト・フラッグ・フットボール・トロフィを授与される。